# Superpuchar Albanii w piłce nożnej
Superpuchar Albanii w piłce nożnej (alb. Superkupa e Shqipërisë) – trofeum przyznawane zwycięskiej drużynie meczu rozgrywanego pomiędzy aktualnym Mistrzem Albanii oraz zdobywcą Pucharu Albanii w danym sezonie (jeżeli ta sama drużyna wywalczyła zarówno mistrzostwo, jak i Puchar kraju - to mecz nie odbywa się). Jednak od 2000 roku zasada została zmieniona i superpuchar jest rozgrywany z wicemistrzem Pucharu Albanii, gdy drużyna w jednym sezonie zdobyła mistrzostwo i puchar kraju.

## Historia
W sezonie 1989 odbył się pierwszy oficjalny mecz o Superpuchar Albanii. Pierwszy pojedynek rozegrano 11 stycznia 1990 roku. W tym meczu Dinamo Tirana pokonał 2:0 KF Tirana. W niektórych sezonach mecz o Superpuchar nie rozgrywano, tak jak ta sama drużyna wywalczyła zarówno mistrzostwo, jak i Puchar kraju - wtedy trofeum nie był przyznawany nikomu. Również w sezonach 1995 i 1997 nie zorganizowano pojedynków o Superpuchar. Wszystkie dotychczasowe mecze do 2000 roku odbyły się na Stadionie Narodowym w Tiranie, potem również na Selman Stërmasi stadiumi w Tiranie, Stadiumi Niko Dovana w Durrës oraz Stadiumi Skënderbeu w Korcza. W sezonie 2020 mecz finałowy został rozegrany bez obecności widzów w związku z pandemią COVID-19 w Albanii.

## Format
Mecz o Superpuchar Albanii rozgrywany jest przed rozpoczęciem każdego sezonu. W przypadku remisu po upływie regulaminowego czasu gry przeprowadza się dogrywka. Jeżeli i ona nie wyłoni zwycięzcę, to od razu zarządzana jest seria rzutów karnych.

## Zwycięzcy i finaliści
| Sezon                                             | K | K | T  | Zwycięzca          | Wynik            | Finalista          | Data, miejsce                                       | Uwagi                                                                              |
| Superpuchar Albanii (alb. Superkupa e Shqipërisë) |   |   |    |                    |                  |                    |                                                     |                                                                                    |
| 1989                                              |   |   | 1  | Dinamo Tirana      | 2:0              | 17 Nëntori Tirana  | 11.01.1990, Stadiumi Qemal Stafa, Tirana, 10.000    |                                                                                    |
| 1990                                              |   |   | 1  | Flamurtari Wlora   | 3:3 pd. (k. 5:4) | Dinamo Tirana      | 11.01.1991, Stadiumi Qemal Stafa, Tirana            |                                                                                    |
| 1991                                              |   |   | 2  | Flamurtari Wlora   | 1:0              | Partizani Tirana   | 11.01.1992, Stadiumi Qemal Stafa, Tirana, 1.500     |                                                                                    |
| 1992                                              |   |   | 1  | KS Elbasani        | 3:2 pd.          | Vllaznia Szkodra   | 10.01.1993, Stadiumi Qemal Stafa, Tirana, 1.000     |                                                                                    |
| 1993                                              |   |   |    |                    |                  |                    |                                                     | Nie przyznano trofeum, ponieważ Partizani Tirana zdobył mistrzostwo i puchar kraju |
| 1994                                              |   |   | 1  | SK Tirana          | 1:0              | Teuta Durrës       | 19.04.1995, Stadiumi Qemal Stafa, Tirana, 5.200     |                                                                                    |
| 1995                                              |   |   |    |                    |                  |                    |                                                     | Mecz pomiędzy SK Tirana i Teuta Durrës nie rozegrano                               |
| 1996                                              |   |   |    |                    |                  |                    |                                                     | Nie przyznano trofeum, ponieważ SK Tirana zdobył dublet                            |
| 1997                                              |   |   |    |                    |                  |                    |                                                     | Mecz pomiędzy SK Tirana i Partizani Tirana nie rozegrano                           |
| 1998                                              |   |   | 1  | Vllaznia Szkodra   | 1:1 pd. (k. 5:4) | Apolonia Fier      | 10.10.1998, Stadiumi Qemal Stafa, Tirana, 1.000     |                                                                                    |
| 1999                                              |   |   |    |                    |                  |                    |                                                     | Nie przyznano trofeum, ponieważ SK Tirana zdobył dublet                            |
| 2000                                              |   |   | 2  | SK Tirana          | 1:0              | Teuta Durrës       | 13.01.2001, Stadiumi Qemal Stafa, Tirana, 1.500     |                                                                                    |
| 2001                                              |   |   | 2  | Vllaznia Szkodra   | 2:1              | SK Tirana          | 15.09.2001, Selman Stërmasi stadiumi, Tirana, 2.300 |                                                                                    |
| 2002                                              |   |   | 3  | SK Tirana          | 6:0              | Dinamo Tirana      | 14.09.2002, Stadiumi Qemal Stafa, Tirana            |                                                                                    |
| 2003                                              |   |   | 4  | SK Tirana          | 3:0              | Dinamo Tirana      | 16.08.2003, Stadiumi Qemal Stafa, Tirana            |                                                                                    |
| 2004                                              |   |   | 1  | Partizani Tirana   | 2:0              | SK Tirana          | 15.08.2004, Stadiumi Qemal Stafa, Tirana            |                                                                                    |
| 2005                                              |   |   | 5  | KF Tirana          | 0:0 pd. (k. 5:4) | Teuta Durrës       | 21.08.2005, Stadiumi Qemal Stafa, Tirana, 3.500     |                                                                                    |
| 2006                                              |   |   | 6  | KF Tirana          | 2:0              | KS Elbasani        | 19.08.2006, Stadiumi Niko Dovana, Durrës, 2.100     |                                                                                    |
| 2007                                              |   |   | 7  | KF Tirana          | 4:2              | KS Besa            | 17.08.2007, Stadiumi Qemal Stafa, Tirana, ?         |                                                                                    |
| 2008                                              |   |   | 2  | Dinamo Tirana      | 2:0              | Vllaznia Szkodra   | 17.08.2008, Stadiumi Qemal Stafa, Tirana, 500       |                                                                                    |
| 2009                                              |   |   | 8  | KF Tirana          | 1:0              | Flamurtari Wlora   | 16.08.2009, Stadiumi Qemal Stafa, Tirana, 300       |                                                                                    |
| 2010                                              |   |   | 1  | KS Besa            | 3:1              | Dinamo Tirana      | 16.08.2010, Stadiumi Niko Dovana, Durrës, ?         |                                                                                    |
| 2011                                              |   |   | 9  | KF Tirana          | 1:0              | Skënderbeu Korcza  | 18.08.2011, Stadiumi Skënderbeu, Korcza, 7.000      |                                                                                    |
| 2012                                              |   |   | 10 | KF Tirana          | 2:1              | Skënderbeu Korcza  | 19.08.2012, Stadiumi Qemal Stafa, Tirana, 4.000     |                                                                                    |
| 2013                                              |   |   | 1  | Skënderbeu Korcza  | 1:1 pd. (k. 4:3) | KF Laçi            | 18.08.2013, Stadiumi Qemal Stafa, Tirana, 1.000     |                                                                                    |
| 2014                                              |   |   | 2  | Skënderbeu Korcza  | 1:0              | Flamurtari Wlora   | 17.08.2014, Stadiumi Qemal Stafa, Tirana, 1.000     |                                                                                    |
| 2015                                              |   |   | 1  | KF Laçi            | 2:2 pd. (k. 8:7) | Skënderbeu Korcza  | 12.08.2015, Stadiumi Qemal Stafa, Tirana, 500       |                                                                                    |
| 2016                                              |   |   | 1  | FK Kukësi          | 3:1              | Skënderbeu Korcza  | 24.08.2016, Selman Stërmasi stadiumi, Tirana, 2.000 |                                                                                    |
| 2017                                              |   |   | 11 | KF Tirana          | 1:0              | FK Kukësi          | 06.09.2017, Selman Stërmasi stadiumi, Tirana, 1.800 |                                                                                    |
| 2018                                              |   |   | 3  | Skënderbeu Korcza  | 3:2              | KF Laçi            | 12.08.2018, Selman Stërmasi stadiumi, Tirana, 500   |                                                                                    |
| 2019                                              |   |   | 2  | Partizani Tirana   | 4:2 pd.          | FK Kukësi          | 18.08.2019, Elbasan Arena, Elbasan, 400             |                                                                                    |
| 2020                                              |   |   | 1  | Teuta Durrës       | 2:1              | KF Tirana          | 31.08.2020, Elbasan Arena, Elbasan, 0               |                                                                                    |
| 2021                                              |   |   | 2  | Teuta Durrës       | 3:0              | Vllaznia Szkodra   | 28.08.2021, Elbasan Arena, Elbasan, 0               |                                                                                    |
| 2022                                              |   |   | 12 | KF Tirana          | 3:2              | Vllaznia Szkodra   | 07.12.2022, Arena Kombëtare, Tirana, ?              |                                                                                    |
| 2023                                              |   |   | 3  | Partizani Tirana   | 1:0              | Egnatia Rrogozhinë | 20.12.2023, Arena Kombëtare, Tirana, ?              |                                                                                    |
| 2024                                              |   |   | 1  | Egnatia Rrogozhinë | 2:0              | FK Kukësi          | 26.12.2024, Arena Kombëtare, Tirana, ?              |                                                                                    |

Uwagi:

- wytłuszczono i kursywą oznaczone zespoły, które w tym samym roku wywalczyły mistrzostwo i Puchar kraju (dublet),
- wytłuszczono zespoły, które zdobyły mistrzostwo kraju,
- kursywą oznaczone zespoły, które zdobyły Puchar kraju.

## Statystyka

### Klasyfikacja według klubów
W dotychczasowej historii finałów o Superpuchar Albanii na podium oficjalnie stawało w sumie 13 drużyn. Liderem klasyfikacji jest KF Tirana, który zdobył trofeum 12 razy. 
| Lp. | Klub               | Zdobywca | Finalista | Zwycięskie sezony | Przegrane finały       |    |   |                                                                        |                        |
| --- | ------------------ | -------- | --------- | ----------------- | ---------------------- | -- | - | ---------------------------------------------------------------------- | ---------------------- |
| Lp. | Klub               | 1.       | KF Tirana | Zwycięskie sezony | Przegrane finały       | 12 | 4 | 1994, 2000, 2002, 2003, 2005, 2006, 2007, 2009, 2011, 2012, 2017, 2022 | 1989, 2001, 2004, 2020 |
| 2.  | Skënderbeu Korcza  | 3        | 4         | 2013, 2014, 2018  | 2011, 2012, 2015, 2016 |    |   |                                                                        |                        |
| 3.  | Partizani Tirana   | 3        | 1         | 2004, 2019, 2023  | 1991                   |    |   |                                                                        |                        |
| 4.  | Dinamo Tirana      | 2        | 4         | 1989, 2008        | 1990, 2002, 2003, 2010 |    |   |                                                                        |                        |
| 4.  | Vllaznia Szkodra   | 2        | 4         | 1998, 2001        | 1992, 2008, 2021, 2022 |    |   |                                                                        |                        |
| 6.  | Teuta Durrës       | 2        | 3         | 2020, 2021        | 1994, 2000, 2005       |    |   |                                                                        |                        |
| 7.  | Flamurtari Wlora   | 2        | 2         | 1990, 1991        | 2009, 2014             |    |   |                                                                        |                        |
| 8.  | FK Kukësi          | 1        | 3         | 2016              | 2017, 2019, 2024       |    |   |                                                                        |                        |
| 9.  | KF Laçi            | 1        | 2         | 2015              | 2013, 2018             |    |   |                                                                        |                        |
| 10. | KS Elbasani        | 1        | 1         | 1992              | 2006                   |    |   |                                                                        |                        |
| 10. | KS Besa            | 1        | 1         | 2010              | 2007                   |    |   |                                                                        |                        |
| 10. | Egnatia Rrogozhinë | 1        | 1         | 2024              | 2023                   |    |   |                                                                        |                        |
| 13. | Apolonia Fier      | 0        | 1         |                   | 1998                   |    |   |                                                                        |                        |

### Klasyfikacja według miast
| Miasto     | Liczba tytułów | Kluby                                                   |
| ---------- | -------------- | ------------------------------------------------------- |
| Tirana     | 17             | KF Tirana (12), Partizani Tirana (3), Dinamo Tirana (2) |
| Korcza     | 3              | Skënderbeu Korcza (3)                                   |
| Durrës     | 2              | Teuta Durrës (2)                                        |
| Szkodra    | 2              | Vllaznia Szkodra (2)                                    |
| Wlora      | 2              | Flamurtari Wlora (2)                                    |
| Elbasan    | 1              | KS Elbasani (1)                                         |
| Kavaja     | 1              | KS Besa (1)                                             |
| Kukës      | 1              | FK Kukësi (1)                                           |
| Laç        | 1              | KF Laçi (1)                                             |
| Rrogozhinë | 1              | Egnatia Rrogozhinë (1)                                  |

### Klasyfikacja według kwalifikacji
| Tytuł                     | Zwycięstw | Finałów |
| ------------------------- | --------- | ------- |
| Mistrz Albanii            | 21        | 8       |
| Zdobywca Pucharu Albanii  | 8         | 21      |
| Finalista Pucharu Albanii | 1         | 1       |